# 亚历山大·汤斯曼
亚历山大·汤斯曼（波蘭語：Alexandre Tansman，1897年6月12日—1986年11月15日），犹太血统的法籍波兰作曲家，钢琴家。早年在华沙学习，一战后迁居巴黎，长期以钢琴家身份活动并谱写电影配乐和爵士乐。其作品主要受新古典主义影响，最著名的作品是吉他曲《卡瓦蒂纳》。